# خوئیناتا
خوئیناتا (لهستانی: Chojnata؛ ‏[xɔi̯ˈnata]) روستایی در شهرستان اسکیرنیه‌ویتسه واقع در گمینا کوویسه در استان ووتسکی در مرکز لهستان است که ۲۲ کیلومتری شرق اسکیرنیه‌ویتسه و ۶۹ شرق ووچ واقع شده‌است و در حدود ۱۱۰ نفر جمعیت دارد.